# Fontanellato
Fontanellato (emilián nyelven Funtanlé) település Olaszországban, Emilia-Romagna régióban, Parma megyében. Lakosainak száma 7053 fő (2023. január 1.). Fontanellato Fontevivo, Parma, Soragna, Fidenza, San Secondo Parmense, Sissa Trecasali és Noceto községekkel határos.

## Népesség
A település lakossága az elmúlt években az alábbi módon változott:
| Lakosok száma | 7005 | 7034 | 7053 |
|               | 2017 | 2018 | 2023 |